# Contea di Nassau (Florida)
La contea di Nassau (in inglese Nassau County) è una contea della Florida, negli Stati Uniti. Il suo capoluogo amministrativo è Fernandina Beach e si trova sull'isola Amelia, l'ultima della Sea Islands. La contea fa parte dell'Area Statistica Metropolitana di Jacksonville.

## Geografia fisica
La contea ha un'area di 1.880 km² dei quali 192 sono coperti d'acqua. Confina con le seguenti contee:
- Contea di Camden - nord
- Contea di Duval - sud
- Contea di Baker - sud-ovest
- Contea di Charlton (Georgia) - ovest

## Storia
La Contea di Nassau fu creata nel 1824 e deve il suo nome al Ducato di Nassau, in Germania.

## Città principali
- Callahan
- Fernandina Beach
- Hilliard
- Yulee

## Politica
| Anno | Repubblicani | Democratici | Altri |
| ---- | ------------ | ----------- | ----- |
| 2004 | 72,6%        | 26,2%       | 1,2%  |
| 2000 | 69%          | 29,2%       | 1,8%  |
| 1996 | 57,4%        | 34,4%       | 8,2%  |
| 1992 | 51,5%        | 30,3%       | 18,2% |
| 1988 | 66,6%        | 32,9%       | 0,5%  |

## Curiosità
Nella territorio della contea si trova un villaggio fantasma di nome Italia. Fondato nel 1882 dall'imprenditore di origine irlandese William MacWilliams (1840-1887), si trovava al 18º miglio sulla Florida Transit Railway.

Il villaggio è stato abbandonato agli inizi del '900.